# Bahnstrecke Tomášovce–Veľká Ves
| Kursbuchstrecke: | 36 (1942)            |                                 |                                 |
| Streckenlänge: | 7,088 km             |                                 |                                 |
| Spurweite: | 1435 mm (Normalspur) |                                 |                                 |
| Maximale Neigung: | 20 ‰                 |                                 |                                 |
| Minimaler Radius: | 250 m                |                                 |                                 |
| Streckengeschwindigkeit: | 65 km/h              |                                 |                                 |
| |                      |                                 |                                 |
| \| \| \| von Vrútky \| \| \| \| 0,000 \| Tomášovce \| Tomášovce \| \| \| \| nach Salgótarján \| \| \| \| \| Krivánsky potok \| \| \| \| \| Staatsstraße I/16 \| \| \| \| 2,300 \| Vidiná \| Vidiná \| \| \| 5,200 \| Veľká Ves (1939–1949) \| Veľká Ves (1939–1949) \| \| \| \| von Lučenec \| \| \| \| 7,088 6,293 \| \| \| \| \| \| Veľká Ves (1939–195_: Priekopa) \| \| \| \| \| nach Utekáč \| \| \| \| \| \| \| \| Quellen: [1][2] \| \| \| \| |                      |                                 |                                 |
| Strecke |                      | von Vrútky                      | von Vrútky                      |
| Bahnhof | 0,000                | Tomášovce                       | Tomášovce                       |
| Abzweig ehemals geradeaus und nach rechts |                      | nach Salgótarján                | nach Salgótarján                |
| Brücke über Wasserlauf (Strecke außer Betrieb) |                      | Krivánsky potok                 | Krivánsky potok                 |
| Strecke mit Straßenbrücke (Strecke außer Betrieb) |                      | Staatsstraße I/16               | Staatsstraße I/16               |
| Haltepunkt / Haltestelle (Strecke außer Betrieb) | 2,300                | Vidiná                          | Vidiná                          |
| Haltepunkt / Haltestelle (Strecke außer Betrieb) | 5,200                | Veľká Ves (1939–1949)           | Veľká Ves (1939–1949)           |
| Abzweig ehemals geradeaus und von rechts |                      | von Lučenec                     | von Lučenec                     |
| Kilometer-Wechsel | 7,088 6,293          |                                 |                                 |
| Haltepunkt / Haltestelle |                      | Veľká Ves (1939–195_: Priekopa) | Veľká Ves (1939–195_: Priekopa) |
| Strecke |                      | nach Utekáč                     | nach Utekáč                     |
| |                      |                                 |                                 |
| Quellen: |                      |                                 |                                 |

Die Bahnstrecke Tomášovce–Veľká Ves (Tomášovská spojka) war eine regionale Eisenbahnverbindung in der Slowakei, die zur Zeit der Ersten Slowakischen Republik zur Umgehung ungarischen Staatsgebiets erbaut worden ist. Sie zweigte in Tomášovce von der Bahnstrecke Salgótarján–Vrútky ab und mündete bei Veľká Ves in die Bahnstrecke Lučenec–Utekáč ein.

## Geschichte
Infolge des Ersten Wiener Schiedsspruches kamen die mehrheitlich ungarisch besiedelten Gebiete der Tschechoslowakei und damit auch der Eisenbahnknoten Lučenec (ungarisch: Losonc) am 10. November 1938 wieder zu Ungarn. Das führte dazu, dass die Bahnstrecke Lučenec–Utekáč mit ihren Zweigstrecken nur noch über ungarisches Territorium mit dem tschechoslowakischen Eisenbahnnetz verbunden waren. Bis zum Abschluss entsprechender Verträge mit Ungarn war der Eisenbahnverkehr auf dieser Strecke über die neue Staatsgrenze zunächst eingestellt. Erst ab 22. Dezember 1939 war der Eisenbahnverkehr über Lučenec im Rahmen eines Privilegierten Eisenbahn-Durchgangsverkehrs (PED) wieder möglich. 
In dieser Situation begann die nunmehrige Slowakische Staatsbahn (SŽ) mit den Planungen für eine Umgehungsstrecke ohne Berührung ungarischen Staatsgebietes. Der Bau der Strecke erforderte im hügeligen Gelände einige Erdarbeiten, aber nur wenige Kunstbauten. Einzige größere Bauwerke waren die Überführung der heutigen Staatsstraße I/16 bei Vidiná über die neue Strecke und die Brücken über den Krivánsky potok und einen Wirtschaftsweg bei Veľká Ves. Insgesamt wurden 100.000 Kubikmeter Erdmassen bewegt. Bei der Gemeinde Veľká Ves wurde eine neue Haltestelle mit Ladegleis errichtet, der bisherige Halt außerhalb des Ortes erhielt den neuen Namen Priekopa.
Am 8. Februar 1940 fand die polizeilich-technische Abnahme statt, am 18. Februar 1940 wurde die Strecke eröffnet. Der Fahrplan von 1942 verzeichnete insgesamt sechs Personenzugpaare über die Strecke, von denen zwei von und nach Zvolen durchgebunden waren. Die weit außerhalb der namensgebenden Ortschaft liegende Haltestelle Vidiná wurde dabei von einigen Zügen nicht bedient.
Nach dem Ende des Zweiten Weltkrieges im Jahr 1945 wurden die alten Grenzen und der Staat Tschechoslowakei wieder hergestellt. Die Strecke gehörte nun zum Netz der Tschechoslowakischen Staatsbahnen (ČSD). Die ČSD nahm den Abschnitt Lučenec–Veľká Ves der Strecke Lučenec–Utekáč am 15. Mai 1949 wieder in Betrieb. Zunächst war bei Veľká Ves noch der Einbau einer Abzweigstelle vorgesehen, was mangels Bedarf dann unterblieb. Die Strecke Tomášovce–Veľká Ves wurde ab März 1954 abgebaut.